# ロードホッパー
ロードホッパー（Roadhopper）は、かつて株式会社プロトの事業部であったZERO ENGINEERING（ゼロエンジニアリング）が製造していたオートバイブランド。

## 特徴
アメリカンタイプのオートバイである。日本では輸入車として発売されていた。2017年（平成29年）8月31日に全車種の製造を終了した。
現在は一般販売されていないハーレーダビッドソン社製のエボリューションエンジンやショベルエンジンを採用したモデルで、エンジン以外を独自のパーツを用いて組み上げたコンプリートカスタムバイクである。
車体はグースネックのリジッドフレームやフラットフェンダー、小ぶりのフューエルタンクを組み合わせた独特のチョッパースタイルに仕上げられている。量産車でありながらすべての車両が専任のメカニックによって組み上げられている。

## 車種一覧
- Type1 - ハーレーダビッドソン社製のエボリューション・スポーツエンジンを使用。1200cc。フロントフォークはテレスコピック式。
- Type2 - ハーレーダビッドソン社製のエボリューション・スポーツエンジンを使用。1200cc。フロントフォークはスプリンガー式。
- Type5 EVO - ハーレーダビッドソン社製のエボリューションエンジン（のちにハーレーダビッドソン社の供給終了に伴ってS&S社製に変更）を使用。1340cc。トランスミッションもハーレーダビッドソン社製である。 
  - Type5 EVO open primary - Type5 EVOのオープンプライマリーモデル。
- Type5 EVO-B - Type5 evoモデルのエンジン周りをブラックフィニッシュ&メッキ加工にしたモデル。当初はType5 EVOの発売一周年記念の限定モデルであったが、後に一般販売開始。
- Type5 shovel - S&S社製のチューンドショベルエンジンを使用。1340cc。セル始動のみならずキック始動も可能。
- Type9 EVO - S&S社製のエボリューションエンジンを使用。